# Għajnsielem Football Club
El Għajnsielem Football Club es un club de fútbol maltés de la isla de Gozo que juega en la Primera División de Gozo.

## Historia
Se fundó en 1936 en la isla de Gozo. Actualmente es el club en activo más antiguo de la liga. No fue hasta 39 años después cuando consiguió su primer título de la Primera División de Gozo. Posteriormente le siguieron cinco títulos más, alternando con algunis campeonatos disputados en la segunda división del país. En 2012 descendió a la Segunda División de Gozo, y en 2015 volvió a ascender.

## Palmarés
- Primera División de Gozo (6): 1970, 1971, 1972, 1973, 1974, 2005
- Segunda División de Gozo (6): 1964, 1966, 1982, 1985, 1999, 2015
- Copa de Gozo (6): 1974, 1987, 2001, 2003, 2007
- Copa de la Independencia (6): 1966, 1960, 1971, 1972, 1988, 2003
- Copa Zammit (1): 1936